# Synanthedon erythromma
Synanthedon erythromma là một loài bướm đêm thuộc họ Sesiidae. Nó được biết đến ở Kenya.